# Gaetano Palmaroli
Gaetano Palmaroli (Fermo, 31 luglio 1800 – Madrid, 4 dicembre 1853) è stato un pittore e incisore italiano di soggetti storici, trasferitosi in Spagna dove fu più noto come litografo.

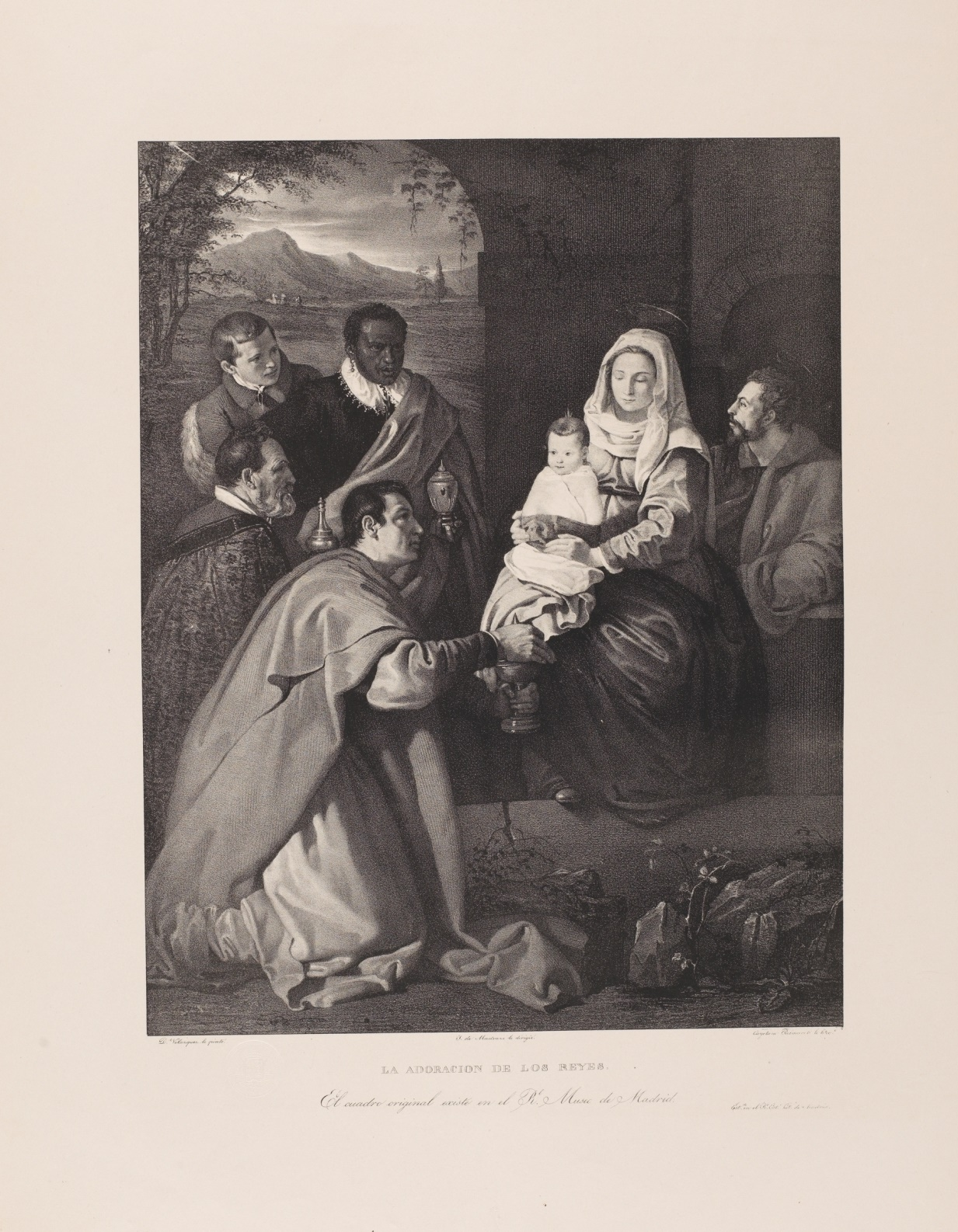
<div style="text-align: center">Adorazione dei Re Magi litografia di Gaetano Palmaroli da un quadro di Velazquez 1832-1837

Gaetano Palmaroli, alias Cayetano Palmaroli, dopo aver iniziato la sua carriera come incisore di pietre dure fu allievo del pittore Tommaso Minardi (1787-1871) all'Accademia di San Luca di Roma. È stato pittore di soggetti storici, ritrattista, più noto in Spagna per la sua attività di litografo, dove soggiornò una prima volta dal 1829 al 1841 a Madrid. Dopo un breve rientro in Italia tornò definitivamente in Spagna dove morì di malattia il 4 dicembre 1853 all'età di 53 anni.
Era padre del più noto pittore spagnolo Vicente Palmaroli Gonzalez. Ebbe come allievo Luigi Fontana (1827-1908).